# State Farm Arena
State Farm Arena (dawniej znana jako Philips Arena) – hala sportowo-koncertowa znajdująca się w Atlancie w Stanach Zjednoczonych.

## Użytkownicy
- Atlanta Thrashers (NHL)
- Atlanta Hawks (NBA)
- Atlanta Dream (WNBA)

## Wydarzenia
24 listopada 2008 wystąpiła tu Madonna (trasa koncertowa The Sticky & Sweet Tour), natomiast 5 marca i 4 września 2009 roku odbyły się tu koncerty Britney Spears w ramach trasy The Circus Starring: Britney Spears.

## Informacje
- adres: Philips Drive Atlanta, Georgia 30303
- otwarcie: 1999
- koszt budowy: 213,5 miliona USD
- architekt: HOK Sport
- pojemność:
  - hokej: 18 750 miejsc
  - koszykówka: 20 300 miejsc

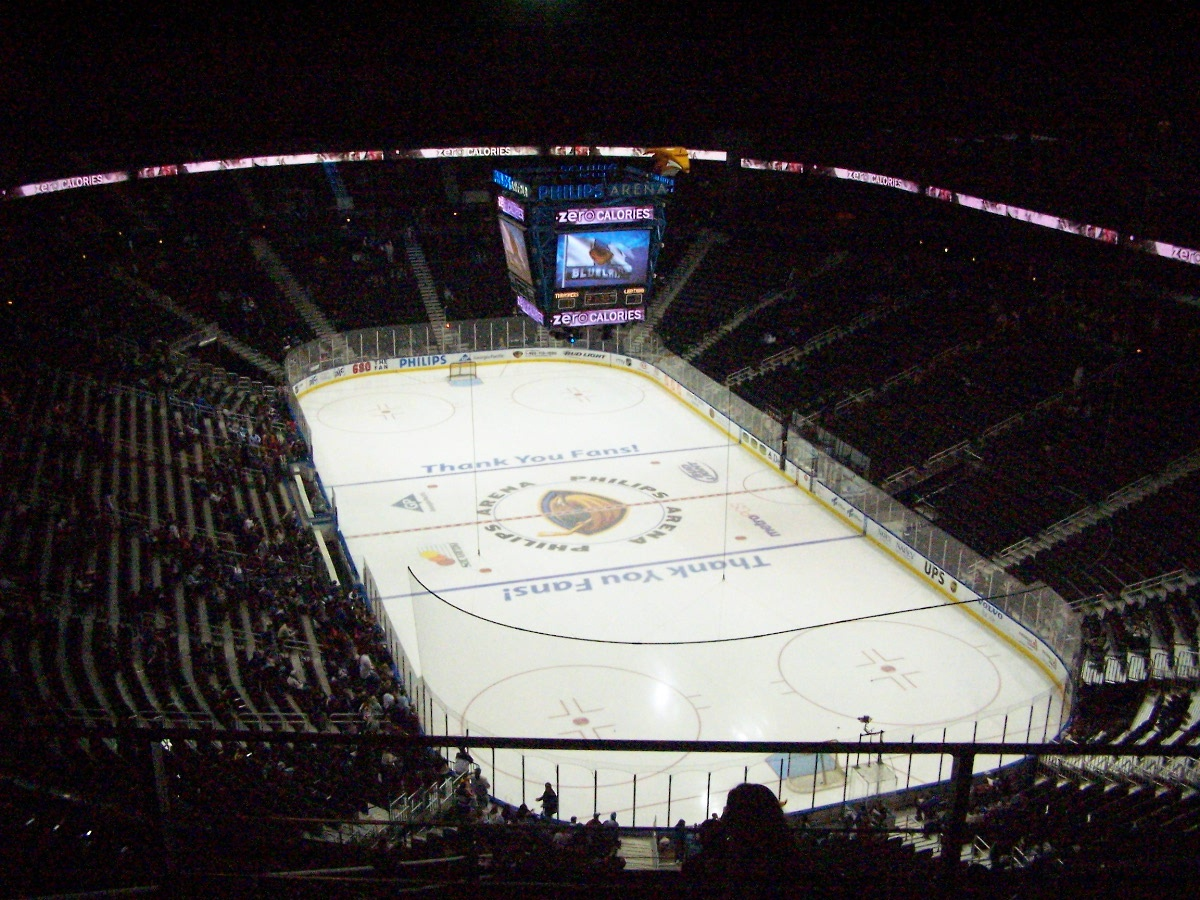
Wnętrze obiektu przed meczem drużyny Atlanta Trashers
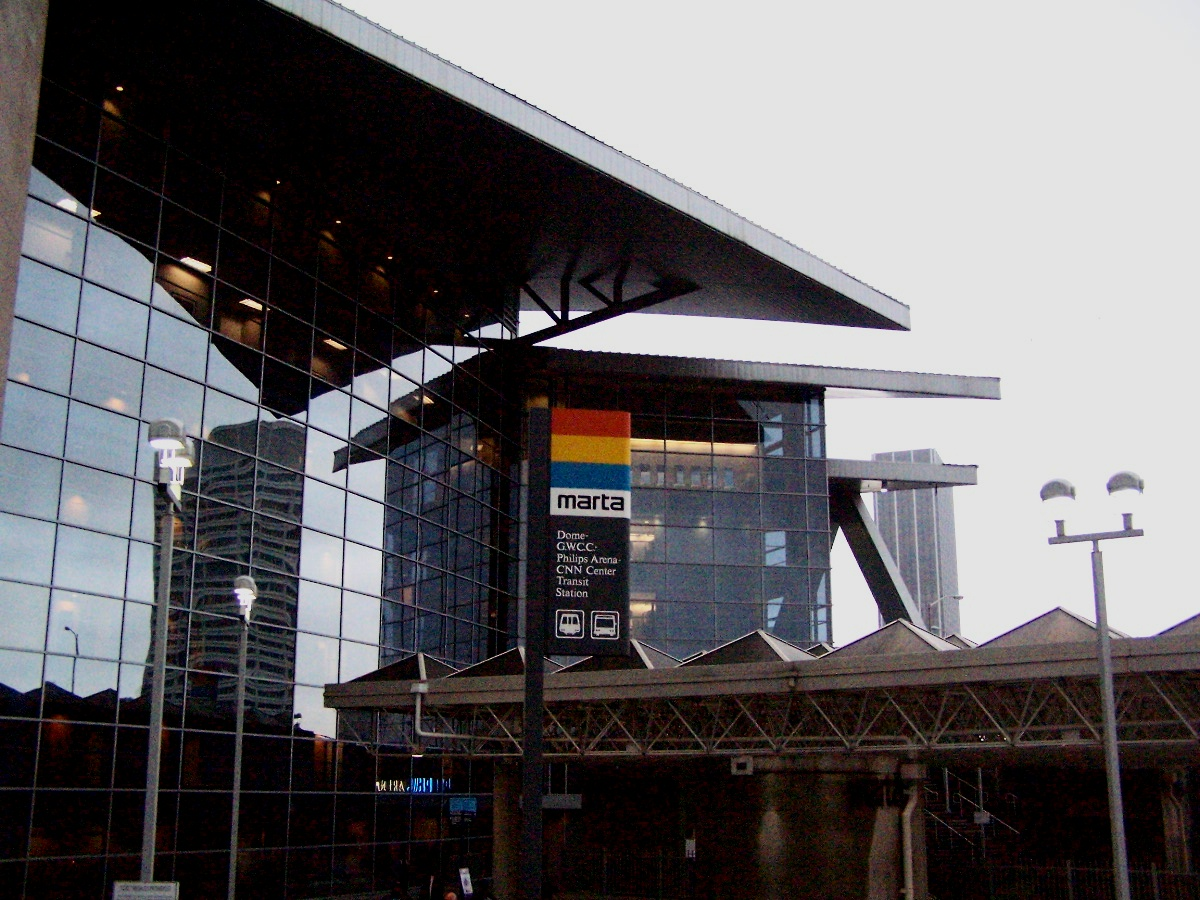
Philips Arena z zewnątrz